# Low (Italië)
Low was een Italiaans bedrijf dat in de jaren zestig bromfietsen maakte.